# Nationalisme
Nationalisme er den ideologi, der anskuer nationen som det primære politiske fællesskab for grupper af mennesker, og mener, at hver nation bør have sin egen stat, hvis territorium er sammenfaldende med nationens udbredelse (en nationalstat). Nationalismen er ofte knyttet til opfattelsen af et 'hjemland', hvor nationen med dennes særlige kendetegn (eksempelvis sprog, religion, en fælles historisk bevidsthed og andre fælles kulturelle træk) har sit tilhørsforhold.
I dag benyttes udtrykket ofte med en negativ klang om en yderliggående nationalfølelse (chauvinisme), der kan være forbundet med fremmedhad, racisme eller aggressiv militarisme. Udtrykket kan imidlertid også bruges mere neutralt eller positivt om forskellige udtryk for nationalfølelser.
Nationalismen har haft overordentlig stor betydning for identitetsfølelsen og den politiske udvikling i hele verden de sidste godt 200 år og i forskellige politiske sammenhænge haft en hovedrolle i dannelsen af de fleste nutidige stater i verden. Især i 1800-tallets Europa og Amerika og i 1900-tallets Asien og Afrika har nationalistiske bevægelser været betydende. Siden årtusindskiftet har en styrket nationalisme igen spillet en større rolle i mange lande, af mange betragtet som en modreaktion mod den stigende globalisering.

## Afgrænsning i forhold til andre begreber
Nationalismen hænger tæt sammen med begrebet nation, dvs. en gruppe mennesker, der knyttes sammen af en fælles identitet, der ofte bygger på fælles sprog, religion, kulturelle traditioner og/eller en fælles historisk bevidsthed, og som har eller ønsker at opnå en egen selvstændig stat. Der er ikke enighed om, hvorvidt nation eller nationalisme opstod først. Ifølge den kendte britiske nationalismeforsker Anthony D. Smith eksisterede nationen før nationalismen, mens andre teoretikere mener, at nationalismen kom først, og at denne ideologiske idé så i anden omgang har skabt en forestilling om at tilhøre et konstrueret nationalt fællesskab.
Ligesom den præcise definition af begrebet "nation" er omdiskuteret, anvendes begrebet "nationalisme" også i en række forskellige, omend beslægtede betydninger. I lærebogen Kernebegreber i statskundskab fra 2000 oplistes fem forskellige betydninger:
1. en ideologi, der siger, at verden "naturligt" er og bør være opdelt i nationer, og at alle nationer bør have ret til national selvbestemmelse i deres egen stat eller i det mindste til relativt selvstændige politiske institutioner (forfatterens foretrukne definition)
2. den proces, hvorigennem nationer formes, især om nationsdannelsesprocessen i Europa i 1800-tallet og i forbindelse med afkoloniseringen i verden i 1900-tallet; her er nationalisme synonymt med "nationsbygning"
3. synonymt med "nationalfølelse" eller "national identitet", ideen om at ens identitet som person eller gruppe er knyttet sammen med nationens styrke og velbefindende
4. som neutral henvisning til en gruppe med politiske mål om at opnå eller bevare en status som nation, i sammenhænge som "en nationalistisk bevægelse" eller "nationalistisk gruppe"
5. som synonym for nationalchauvinisme eller "hypernationalisme"

### Patriotisme
Patriotisme (fædrelandskærlighed) minder om, men er forskellig fra nationalismen. Patriotisme henviser til det latinske patria ("fædrelandet") og betegner loyalitet overfor den eksisterende statsdannelse, som man ikke nødvendigvis er født ind i, og som ikke behøver at være en stat med fælles kulturelle værdier, sprog eller etnicitet. Patriotismen er derfor ikke en ide om, at et særligt folk skal have sin egen stat. I 1700- og 1800-tallets danske helstat stod helstatspatriotismen, tanken om, at alle den danske konges undersåtter, uanset om de var danske, norske, tyske osv., burde være forenet i den samme stat, i modsætning til de opvoksende og efterhånden dominerende nationale bevægelser.

### Nationalisme - et positivt eller negativt begreb?
For mange har ordet nationalisme en negativ klang. Det hænger sammen med, at der historisk har været mange eksempler på, at nationalistiske følelser har udviklet sig til en chauvinisme, der både har fordret en stærk konformitet, hvor individualiteten i befolkningen er blevet truet, og en opfattelse af, at ens egen nation er hævet over andres. Denne type nationalisme optræder ikke mindst under krige mellem nationer. Det bedste eksempel herpå er nazismen i Tyskland i 1930'erne og 1940'erne. Når der i den offentlige debat henvises til nationalisme, er det ofte i denne ekskluderende betydning. Mange meningsdannere og forskere, bl.a. den britiske nationalismeforsker Benedict Anderson, fremhæver imidlertid, at nationalisme, når den optræder i en mere fredelig form som fædrelandskærlighed, også kan have positive aspekter: Den kan give en positiv gruppeidentitet, være et redskab til at socialisere folk til god opførsel af hensyn til nationen, og historisk har nationalisme været inspirationskilde til mange kulturelle præstationer, eksempelvis indenfor litteratur, kunst og musik. Nationalismen kan også i en moderat udgave fungere som en forudsætning for demokratiet: Forestillingen om, at folket styrer, kræver, at man føler sig som et folk. Nationalisme kan dermed fremstå i mange former i et kontinuum mellem fædrelandskærlighed som den positive pol og chauvinisme som den negative. Man anvender også betegnelserne partikularistisk og universalistisk nationalisme, hvor den første lægger vægten på den enkelte nations ophøjede karakter og kan virke som undskyldning for en imperialistisk erobringspolitik eller forfølgelse af "fremmede", mens den anden er en tankegang, der går ud på, at verden ville blive et mere fredelig og harmonisk sted, hvis princippet om national selvbestemmelsesret blev fulgt konsekvent i hele verden.

## Historie
Det er en meget almindelig egenskab ved alle menneskelige såvel sociale som etniske grupper, at man danner sig forestillinger om den gruppe, man selv tilhører (autostereotyp) adskilt fra andre gruppedannelser (heterostereotyper). I kraft af disse selv- og modbilleder kan en gruppe udvikle en "vi-bevidsthed", der danner skillelinjer mellem egengruppen (in-group) og andre grupper (out-group). I forbindelse med etniske grupper betegnes dette som en etnocentrisk synsvinkel.. En etnisk bevidsthed kan allerede i antikken spores, bl.a. hos grækerne og romerne), hvor den dog fortrinsvis tjente til at skelne mellem civiliserede (henholdsvis héllenes og humanitas) og ikke-civile eller barbarer (henholdsvis bárbaros og barbari eller barbarae gentes). I renæssancen kan man blandt tidens "oldgranskere" finde forestillinger om en lang "germansk" historisk-national kulturtradition, tildels parret med genopdagelsen af klassiske værker som romeren Tacitus' Germania..
Disse forestillinger betragtes dog ikke som udslag af nationalisme i moderne forstand, der først opstod i 1700- og 1800-tallet. I stedet var dels religionen, dels patriotismen vigtige ideologiske strømninger i middelalderen og renæssancen.
Patriotismen har således lange traditioner i Europa. Endnu op i begyndelsen af 1700-tallet var de fleste lande prægede af en indstilling om, at det gjaldt om at tillokke dygtige fremmede til fremme af landets velstand, og følgen blev større og mindre vandringer på kryds og tværs over Europa:
1. velkendt er Salzburgs protestantiske befolknings udvandring til Østpreussen, der skete med større eller mindre økonomisk støtte fra protestantiske borgere i Nordeuropa[17],
2. indkaldelsen af tyske hedekolonister til opdyrkning af den jyske hede[18],
3. indkaldelsen af håndværkere og industriforetagere til danske købstæder[19],
4. tyske kolonister til Donau-området fra 1748[20]

for blot at nævne enkelte eksempler.
I modsætning hertil voksede nationalismen frem i slutningen af 1700-tallet og blomstrede især i 1800-tallet. Nationalismen blev først formuleret som ideologi i uafhængighedskrigenes Amerika, revolutionens Frankrig og romantikkens Tyskland. Forestillingen om nationen som et politisk fællesskab knyttet til et særligt geografisk område (statsborgernationalisme) var central i datidens amerikanske og franske nationalisme, mens forestillingen om nationen som et kulturelt fællesskab (kulturnationalisme) var tilsvarende central i datidens tyske nationalisme. De tyske filosoffer Johann Gottfried von Herder og Johann Gottlieb Fichte var hovedmændene bag den oprindelige tyske nationalisme-tilgang.
Nationalismen fik en voldsom kraft i hele verden. I 1800-tallet frigjorde de fleste latinamerikanske lande sig fra spansk og portugisisk herredømme, og i Europa voksede nationale bevægelser frem og førte efterhånden, enten i 1800- eller 1900-tallet, til selvstændighed for lande som Norge, Finland, Belgien, Irland, Grækenland og en række andre nationer på Balkanhalvøen, Polen, Ungarn, Tjekkiet, Slovakiet, de baltiske lande, mens Tyskland og Italien fra at være splittet op i mange forskellige stater efterhånden blev samlet til nationalstater. I 1900-tallet, og især efter 2. verdenskrig,
Der var en række forskellige årsager til, at nationalismen som ideologi og dermed nationen som en vigtig identitetsskabende faktor slog igennem i 1800-tallet. Én årsag var religionens mindskede rolle på dette tidspunkt, idet religionen tidligere havde spillet en vigtig rolle som identitetsmarkør; dens svindende betydning efterlod dermed et tomrum, som andre kandidater kunne udfylde. En anden årsag var opgøret med enevældens ideologi og dermed forestillingen om, at politisk legitimitet kan begrundes med Guds vilje eller kongelige dynastiers arverettigheder. En tredje årsag er udviklingen af en række institutioner, som var effektive til at udbrede en national massekultur, f.eks. et offentligt skolevæsen, rigssprog og værnepligt. En fjerde årsag var fremkomsten af en række symboler, hvorigennem det forestillede nationale fællesskab kunne udtrykkes (f.eks. aviser, landkort, museer og nationaldage).

## Nationalismens forhold til andre ideologier
Nationalismen har i tidens løb været knyttet til en række andre ideologier. Ideen om, at den politiske magt skal bygge på folkeviljen, er en vigtig del af de demokratiske ideer, og nationalismen har historisk ofte gået hånd i hånd med liberale, demokratiske revolutioner som i Frankrig, Tyskland og Danmark i 1848-49. Resultatet af forbindelsen mellem tanken om folkenes selvbestemmelsesret og liberalismens program om frihed og lighed blev den politiske strømning nationalliberalismen, der fik særlig grobund hos borgerskabet i lande som Italien, Tyskland og Danmark. Oprindeligt havde nationalismen en vis brod imod den konservative ideologi, der var mere internationalistisk orienteret, men i slutningen af 1800-tallet blev nationalismen integreret i en række konservative partier og bevægelsers ideologi.
På trods af den oprindelige forbindelse til de store demokratiske revolutioner i 1700- og 1800-tallet er der kke noget naturligt demokratisk i nationalismen. Fascismen, nazismen og de kommunistiske diktaturer har også i vid udstrækning appelleret til folkeviljen og den nationale egenart, på samme måde som eksempelvis de sydamerikanske dikaturer i 1970'erne og 1980'erne. Også i demokratiske stater er folkeviljen blevet brugt som et argument for at undertrykke anderledes tænkende.

## Eksempler på nationale og nationalistiske strømninger

### USA's frihedskrig
Nationalismen udviklede sig i mange (især oversøiske) koloniområder som en selvbevidsthed om eget værd, der førte til en trang til frihed og selvbestemmelse og herfra videreudviklede sig til en nationalpræget "vi"-bevidsthed. Denne udvikling sås først i USA, hvor voksende spændinger mellem England og dets amerikanske koloniområde på grund af blandt andet den førte toldpolitik (Townshend-lovene) fører til oprør i 1770 i Boston og Massachusetts og boykot af engelse varer. De mere yderliggående kolonister (som Samuel Adams og Thomas Jefferson) dannede komiteer for koloniernes frigørelse og fik støtte i en pamflet af Thomas Paine, "Common sense" fra 1776. 1773 fulgte "Teselskabet i Boston", hvor tre skibsladninger the bliver smidt i havet og havnen derefter blev blokeret, 1774 besluttede 1. kontinentale kongres i Philadelphia med delegerede fra 13 New England-kolonier (Massachusetts, New Jersey, New York, Rhode Island, Connecticut, New Hampshire, Pennsylvania, Delaware, Virginia, Maryland, North Carolina, South Carolina og Georgia) at afbryde samhandelen med England. Fra 1775 til 1783 førtes den amerikanske uafhængighedskrig, der ved freden i Versailles 1783 endte med Storbritanniens anerkendelse af de amerikanske koloniers selvstændighed.

### Sydamerikas frihedsbevægelser
Omtrent en menneskealder senere, i begyndelsen af 1800-tallet, begyndte de spanske og portugisiske kolonier i Mellemamerika og Sydamerika at stille krav om selvstændighed. Under ledelse af Simon Bolívar og San Martin fik samtlige kolonier på det sydamerikanske kontinent selvstændighed:
- 1806 opnåede Haiti selvstændighed,
- 1811 erklærede Venezuela sig selvstændigt,
- 1819 erklærede Stor-Colombia sig selvstændigt
- 1821 erklærede Mexico sig selvstændigt,
- 1821 opnåede Peru selvstændighed,
- 1821 erklærede Den Dominikanske Republik sig selvstændigt,
- 1822 erklærede Brasilien sig selvstændigt,
- 1825 opnåede Bolivia (udskilt fra det sydlige Peru) selvstændighed,
- 1828 opnåede Uruguay selvstændighed,
- 1830 opdeltes Stor-Colombia i Ecuador, Venezuela og Ny-Granada (fra 1861 Colombia).[28]

### De franske revolutioner
1700- og 1800-tallets franske revolutioner blev meget vigtige inspirationskilder til udbredelse af nationalistiske ideer i mange europæiske lande. Det gjaldt både den store revolution i 1789, julirevolutionen i 1830 og revolutionerne i 1848.
Den 27. juli 1830 begyndte studenter ved École polytechnique i Paris sammen med byens arbejdere og småborgerskab at opføre barrikader i den franske hovedstads gader som reaktion på den konservative regerings forudgående indskrænkninger i pressefriheden. Efter tre dages gadekampe ("Les trois glorieuses") måtte den regerende konge Charles 10. trække sig, og hertugen af Orléans Louis Philippe lod sig hylde på rådhusets balkon indsvøbt i trikoloren, symbolet på revolutionen; den 7. august samme år valgtes han til ny konge af deputeretkammeret.
Knap en måned senere gjorde belgierne oprør imod det hollandske overherredømme i De Forenede Nederlande – en statsdannelse, der var blevet til som et af Wienerkongressens resultater. I september bredte uroen sig til flere tyske stater, hertugen af Braunschweig måtte flygte ud af landet, og fyrsten af Kurhessen måtte love at indkalde stænderne og senere overdrage magten til sin søn. I Schweiz kom det til opstande i flere kantoner. Senere på året bredte oprørene sig til Italien og Polen. Polakkerne rejste sig imod det russiske herredømme, mens "det unge Italien" under ledelse af Giuseppe Mazzini tilstræbte Italiens nationale enhed. I Storbritannien opstod der nationale bevægelser i Irland. Inden for den danske Helstat skrev Uwe Jens Lornsen, netop udnævnt landfoged på Sild samme år "Ueber das Verfassungswerk in Schleswigholstein", hvori han gjorde sig til talsmand for indkaldelse til en forfatningsgivende forsamling for hertugdømmerne, for flytning af styrelsen af hertugdømmerne fra København til Kiel og for oprettelse af et statsråd sammesteds.
Under folkeopstande rundt om i Europa i revolutionsåret 1848 kom det til nye nationale manifestationer, blandt andet i Tyskland, Ungarn og den danske helstat.

### Danmark
Den nationale danske bevidsthed har gamle rødder. Udtryk herfor findes allerede på runestene fra vikingetiden og kendes siden fra adskillige historiske begivenheder. Velkendt er skåningenes kamp for tilhørsforholdet til Danmark og bornholmernes oprør mod den svenske overtagelse, der førte til øens tilbagevenden til Det danske Rige. Mindre kendt men ligeså dansk-nationalt er langelændingenes kamp mod den svenske besættelse, der havde sit modstykke i gøngehøvdingens og hans snaphaners samtidige kamp på Sjælland.
I Danmark kom skillelinjen mellem patriotisme og nationalisme klart frem i løbet af 1700-tallet. Allerede Ludvig Holberg udbredte kendskabet til fædrelandskærlighed men advarede tillige imod faren for fremmedforagt og fremmedhad, ligesom han foretrak nyttige borgere for staten uanset disses fødested eller trosretning frem for udygtige landsmænd. I 1759 udsendte Tyge Rothe, søn af en jysk embedsmand, bogen "Tanker om Kærlighed til Fædrelandet". Det er et patriotisk skrift. Heri gør Tyge Rothe sig til talsmand for, at fædrelandet ikke nødvendigvis var, hvor man tilfældigvis var født, men derimod der, hvor man levede som en nyttig borger og som loyal undersåt. Desuden ville han godtgøre, at fædrelandskærlighed ikke er forbeholdt de højere samfundslag, men tillige forekommer i den brede befolkning. Og endelig ville han påpege nytten af at indkalde og ansætte folk med fremmed baggrund i landet. Bogen fremkom på et tidspunkt, hvor landets ledende embedsmænd alle var født i udlandet, for det meste end ikke talte dansk og i øvrigt sværmede for tysk-fransk kultur. Nøgleordet i patriotisme er således statsloyalitet uanset statens afgrænsning.
Heroverfor formulerede professor ved Det Adelige Akademi i Sorø Ove Høegh-Guldberg en skarp kritik af, at de mange ledende embedsfolk ikke talte dansk og forlangte fuldstændig assimilering i samfundet. Denne indstilling blev skærpet af den norske bispesøn Eiler Hagerup i skriftet "Brev om Kærlighed til Fædrelandet" fra 1767, hvor han gjorde sig til talsmand for, at fædrelandet er der hvor man er født og vokset op, at almuen (bonden) for at føle kærligheden til fædrelandet skulle sikres sin frihed og ejendom, at landet har rigeligt af egne egnede folk til offentlige embeder.
Indførelsen af dansk som undervisningsfag i latinskolerne 1775 og vedtagelsen af indfødsretsloven 1776 var udslag af tidens danske nationale strømninger.
Grunden til, at nationalismen blev den dominerende ideologi i Danmark, var formodentlig nogle af de krige, Danmark blev indviklet i i 1800-tallet, således Slaget på Reden 1801, Københavns bombardement 1807, Kanonbådskrigen 1807-1814, Treårskrigen 1848-1850 og krigen i 1864.
I mellemkrigstiden var sønderjyden Claus Eskildsen en af tidens mest glødende nationalister. Over for tyske påstande om at Sønderjylland hørte naturligt sammen med Det tyske Rige påpegede Claus Eskildsen i sin "Grænselære", at vidnedsbyrd om sprog, stednavne, efternavne, byggeskik (saksergården over for den firlængede danske bondegård) og ægteskabsforbindelser alle vidnede om en stærkere sønderjysk tilknytning nordpå end sydpå.

### Norge
Norge var et af de lande i Europa, hvor nationalfølelsen tidligst fik stærk grobund. Frigørelsen fra forbundet med Danmark førte til ønske om en fri national forfatning, men Norge blev tvunget ind i et nyt forbund med Sverige og måtte vente til 1905 med at opnå den eftertragtede nationale selvstændighed.

### Finland
Også i Finland havde nationalfølelsen allerede i begyndelsen af 1800-tallet slået stærkt an. Finland opnåede en autonom stilling som storfyrstendømme og forberedte herigennem sin nationale selvstændighed, der dog først kom i slutningen af 1. verdenskrig, da Finland i 1917 erklærede sig selvstændigt.

## Tidligere koloniers nationalisme
I mellemkrigstiden udvikledes den nationale ideologi også i de datidige europæiske landes kolonier, og efter 2. verdenskrig begyndte de gamle kolonier i ikke mindst Asien og Afrika at kræve deres frihed. I 1950'erne, 1960'erne og 1970'erne opnåede langt de fleste af de gamle kolonier selvstændighed; i nogle tilfælde bevarede kolonierne deres multinationale præg, i andre skete der allerede ved selvstændigheden en opsplitning af kolonierne efter nationale skillelinjer. Mange tidligere kolonier har oplevet borgerkrige, fordi opløsningen af disse multinationale statsdannelser ikke skete fredeligt mens tid var.

## Nationale splittelser
Talrige er de steder, hvor to (eller flere) folkeslag med forskellig nationalfølelse lever side om side i uforsonlighed. Mest velkendt er Cypern, der er delt i en Græsk-cypriotisk stat og en Tyrkisk-cypriotisk stat. Et andet eksempel er Palæstina, hvor israelere og palæstinensere lever på vedvarende krigsfod. Ligeledes Nordirland, hvor irere og briter lever i vedvarende ufred. Nævnes kan tillige Belgien, hvor der er mange konflikter mellem flamlændere og vallonere.

## Nationalisme i Østeuropa
Under den kolde krig havde nationalismen i de kommunistiske lande trange kår. Mange steder blev forsøg på at markere en national selvstændighed hensynsløst slået ned. I 1991 brød de kommunistiske lande imidlertid sammen, og nationalismen blev efterhånden en væsentlig faktor i de gamle diktaturer.

### Sovjetunionens opløsning

#### Tsartidens Rusland: Folkenes fængsel
"Rusland er folkenes fængsel" erklærede Vladimir Iljitj Uljanov (Lenin) om det zaristiske russiske imperium før 1. verdenskrig. I en række udtalelser kritiserede han den zaristiske nationalitetspolitik og lovede frihed og selvbestemmelsesret til alle undertrykte folkeslag i zartidens Rusland. Senere ændrede han imidlertid standpunkt.

#### Lenins nationalitetspolitik
I 1913 skrev Lenin sine "Teser om det nationelle spørgsmål", der blev grundlæggende for den leninistiske nationalitetspolitik. Kendetegnende for denne var:
1. Territorialprincippet – samhørigheden mellem en etnisk gruppe og dennes bosætningsområder, hvilket skulle have indflydelse på de forskellige sprogområders undervisningssprog,
2. Suverænitetsprincippet – at alle nationer har ret til selv at afgøre, om de vil tilhøre unionen eller udtræde. De skulle have ret at give sit eget sprog en fremtrædende stilling i skoler, kulturelle institutioner og andre sammenhænge,
3. Den proletariske internationalisme – at alle proletarer har samme interesser uanset deres nationale tilhørsforhold og derfor bør samarbejde imod undertrykkerne, hvilket fører til overvindelse af nationale modsætninger[39].

I "Nationernes selvbestemmelsesret" skrev Lenin i februar-maj 1914: "Situationen stiller Ruslands proletariat over for en dobbelt eller snarere tosidet opgave: kamp mod al nationalisme – erkendende ikke blot alle nationers fuldstændige lige berettigelse i henseende til at opbygge en stat, det vil sige nationernes selvbestemmelsesret, ret til at skille sig ud – jævnsides med, og netop for at fremme en fremgangsrig kamp mod al slags nationalisme hos alle nationer, en stilling til fordel for den proletariske kamp og de proletariske organisationers enhed, for deres intime sammensmeltning til et internationalt fællesskab stik imod de borgerlige bestræbelser imod national isolering".
I 1916 skrev Lenin: "Socialismens mål er ikke blot at afskaffe menneskelighedens opsplittelse i småstater og enhver isolering af nationerne, ikke blot at tilnærme nationerne til hinanden, men at sammensmelte dem".

#### Stalins og hans efterfølgeres nationalitetspolitik
Under 2. verdenskrig lod Stalin hele folk og store folkegrupper deportere fra deres hjemegne:
- august 1941 deporteredes Volgatyskerne,
- oktober-november 1943 deporteredes karatjajerne,
- december 1943 deporteredes kalmukkerne,
- februar 1944 deporteredes tjetjenerne og ingusjeterne,
- marts-april 1944 deporteredes balkarerne,
- maj 1944 deporteredes krimtatarerne,
- november 1944 deporteredes mesketerne[41].

Efter 2. verdenskrig blev en systematisk sproglig russificering gennemført over hele Sovjetunionen i form af fremme af det russiske sprog i skolerne:[kilde mangler] i de 15 unionsrepublikker kunne principielt al undervisning ske på det nationale sprog, men ofte savnedes lærebøger på disse og væsentlige dele af undervisningen skete på russisk, i de 20 autonome republikker kunne undervisning på modersmålet ske indtil 8. klasse samt i erhvervsskoler og tekniske skoler, i de 8 autonome områder skete undervisning på nationale sprog kun indtil 2. eller 3. klasse, og i de natioanle okruger (10 særlige administrative områder i USSR) var russisk undervisningssproget fra første klasse. Også presse og bogudgivelser blev anvendt til fremme af det russiske sprog, russisk anvendtes i forsvaret, russisk blev fremmet ved blandede ægteskaber og ved folkeflytninger (såvel fraflytninger fra nationelle områder som tilflytning af russisksprogede elementer til disse).

#### Sovjetunionens opløsning
Da Sovjetunionen brød sammen i 1991, opsplittedes den multinationale statsdannelse, idet de tidligere enkelte sovjetrepublikker nu blev suveræne stater:
- Estland,
- Letland,
- Litauen,
- Hviderusland,
- Ukraine,
- Moldavien,
- Armenien,
- Georgien,
- Aserbajdsjan,
- Turkmenistan,
- Usbekistan,
- Kirgisitan,
- Tadsjikistan,
- Kasakhstan og
- Rusland.

Den nationale opløsningsproces i det tidligere Sovjetunionen kan dog ikke anses for afsluttet. Rusland har adskillige nationale minoriteter, der har mere eller mindre åbenlyse forhåbninger om selvstændighed, blandt andre Tjetjenien og Jakutien.

### Jugoslaviens opløsning
Østblokkens fald medførte ligeledes den multinationale stat Jugoslaviens opløsning og (gen)dannelsen af nationale stater:
- Slovenien,
- Kroatien,
- Bosnien-Herzegovina,
- Serbien,
- Montenegro (Crna Gora),
- Makedonien og
- Kosovo

### Tjekkoslovakiets opløsning
Også Tjekkoslovakiet blev nogle år efter det kommunistiske regimes fald opløst i:
- Tjekkiet og
- Slovakiet.